# エマヌエーレ・ヴァレーリ
エマヌエーレ・ヴァレーリ（Emanuele Valeri, 1998年12月7日 - ）は、イタリア・ローマ出身のサッカー選手。パルマ・カルチョ1913所属。ポジションはディフェンダー。

## 経歴
イタリアの首都ローマに生まれ、SSラツィオの下部組織に加入した。その後ASDウルベテーヴェレ・カルチョ、ASDアトレティコ・ヴェスコーヴィオを経て、2016年7月24日にセリエDのFCリエーティに移籍した。
2017年7月19日、セリエCのUSレッチェに加入した。自身の出場機会は多くは得られなかったが、ジローネCでの優勝を経験した。
2018年7月31日、セリエDのチェゼーナFCに加入した。加入1年目の2018-19シーズンにクラブはジローネFを制し、セリエCへの昇格を決めた。
2020年9月10日、セリエBのUSクレモネーゼに完全移籍で加入した。在籍2年目の2021-22シーズンにクラブはリーグ戦を2位で終え、27シーズン振りのセリエA参戦を決めると、2022年8月22日にアウェイで行われた2022-23シーズン第2節ASローマ戦で先発出場しセリエAにデビュー。9月11日にアウェイで行われた第6節アタランタBC戦でセリエAでの初得点を決めた。
2024年1月31日、セリエAのフロジノーネ・カルチョにシーズン終了までの半年間の契約で移籍した。
2024年6月13日、セリエAに昇格したパルマ・カルチョ1913に2027年6月までの3年契約で加入した。

## タイトル
レッチェ
- セリエC（ジローネC）：2017-18

チェゼーナ
- セリエD（ジローネF）：2018-19